# Велика Буда
Вели́ка Бу́да — село в Україні, в Острицькій сільській громаді Чернівецького району Чернівецької області.

## Географія
Село розташоване на висоті 209 метрів.

## Історія
З 24 серпня 1991 року село входить до складу незалежної України.

## Населення
За результатами перепису населення України 2001 року населення села становить 1291 особу, з яких румунську мову визнали рідною 98,7% жителів.

### Мова
Розподіл населення за рідною мовою за даними перепису 2001 року:
| Мова            | Кількість | Відсоток |
| --------------- | --------- | -------- |
| румунська       | 1274      | 98.68%   |
| українська      | 9         | 0.70%    |
| російська       | 7         | 0.54%    |
| інші/не вказали | 1         | 0.08%    |
| Усього          | 1291      | 100%     |